# Pavonia capivarensis
Pavonia capivarensis är en malvaväxtart som beskrevs av Antonio Krapovickas. Pavonia capivarensis ingår i släktet påfågelsmalvor, och familjen malvaväxter. Inga underarter finns listade i Catalogue of Life.